# Cape Town Spurs F.C.
El Cape Town Spurs (anteriormente Ajax Cape Town Football Club) es un club de fútbol de Ciudad del Cabo, Sudáfrica. Fue fundado en 1998, tras la fusión del Seven Stars FC y el Cape Town Spurs FC, y juega en la Liga Premier de Sudáfrica. Este club estuvo asociado al Ajax de Ámsterdam hasta septiembre de 2020.

## Historia

### Fundación y polémica
El equipo se fundó en octubre de 1998 debido a la fusión de dos equipos, el Seven Stars FC y el Cape Town Spurs. Rob Moore, presidente y propietario de Seven Stars se reunió con el Ajax de Ámsterdam para traspasar a Benni McCarthy al equipo neerlandés. Durante la transferencia, el consejo del Ajax expresó su intención de establecer una Academia de Desarrollo de Fútbol en Sudáfrica para encontrar nuevos y jóvenes talentos. Moore junto al presidente del Cape Town Spurs, John Comitis, diseñó el proyecto y el Ajax aceptó la participación en el nuevo club.
El establecimiento del Ajax Cape Town provocó la total oposición de la National Soccer League y del gobierno local de Ciudad del Cabo. Pese a ello, el Ajax Cape Town jugó su primer partido oficial contra el Kaizer Chiefs el 17 de julio de 1999, venciendo al histórico equipo de Johannesburgo por 1-0 con gol de Sam Pam.
Durante su primer año, el Ajax Cape Town entrenó en el complejo deportivo Thornton Sports por la continua oposición de los residentes locales del estadio Athlone. Uno de los objetivos del club del Ajax fue el desarrollo de una Academia de juveniles de calidad y esta fue emplazada en el Club de Cricket Tygerberg. Por su parte, la sede del club se situó en Ikamva. Desde su creación, el plan del Ajax Cape Town ha logrado crear 120 escuelas de toda la Provincia Occidental del Cabo, llegando a más de 8.000 niños.
En 2010 el Ajax de Ámsterdam poseía el 51% del Ajax Cape Town, mientras que el 49% restante es propiedad de las familias Comitis y Efstathiou. En septiembre de 2020, el equipo neerlandés decidió vender sus acciones en el club a Ari Efstathiou (que posee ahora el 100% de acciones) debido "a que el mercado sudafricano no había producido en los últimos años el nivel de talento que el Ajax busca" 
Posteriormente se decidió recuperar el nombre de uno de los equipos fundadores, Cape Town Spurs F.C.

### Primeros éxitos deportivos
El Ajax tuvo un papel muy discreto en las temporadas anteriores al 2006-07 y el club tan solo logró ganar la Copa Rothmans en 2000. Sin embargo, la mejor noticia fue la irrupción en el primer equipo del joven Steven Pienaar, es uno de los pocos talentos que ha logrado pasar al club de Ámsterdam.
Sin embargo, en 2006-07, bajo la dirección del nuevo entrenador, Muhsin Ertuğral, el Ajax firmó el cuarto lugar en liga y ganó la Copa ABSA, superando al campeón de la Liga de Campeones, el Mamelodi Sundowns, por 2-0 en la final, que es su gran éxito deportivo hasta la fecha.
En la temporada 2007-08 el Ajax Cape Town consigue quedar segundo en el campeonato de Liga, a solo dos puntos del campeón, el Supersport United.

## Estadio
En sus primeros años y tras superar la oposición de la NSL y el consejo regional, el Ajax jugó sus partidos como local en el estadio Athlone y en el Newlands. El último era un estadio con capacidad para 51 900 espectadores que fue construido por primera vez en 1988, y fue también sede del partido de apertura de la Copa Mundial de Rugby de 1995. Esencialmente era un estadio de rugby, que, además, compartían el Santos y Vasco da Gama, así como los equipos de rugby Stormers y Western Province. El Athlone fue sede del Santos y tiene una capacidad de 30 000 espectadores. El estadio ubicado en Athlone, Ciudad del Cabo fue también sede de algunos de los primeros partidos del Ajax.
Posteriormente se trasladó al estadio Green Point, con capacidad para 18 000 espectadores. El estadio fue demolido finalmente en 2007 para dar paso al nuevo estadio de Ciudad del Cabo para la Copa Mundial FIFA 2010. La construcción del nuevo estadio fue terminado en 2009, y el club disputa sus partidos como local en el estadio de Ciudad del Cabo desde el comienzo de la temporada 2010-11 de la Premier Soccer League, que cuenta en la actualidad con una capacidad de 55.000 espectadores. El 3 de agosto de 2011 el Ajax firmó una extensión de su contrato para tres años más hasta 2014.
El primer partido jugado en el nuevo estadio de Ciudad del Cabo fue un derby entre el Ajax y Santos el 23 de enero de 2010 como parte de la inauguración oficial del estadio. El Ajax también tiene el centro de entrenamiento Ikamva, situado en Parow, que sirve como campos de entrenamiento para el primer equipo y para el desarrollo de la Academia de juveniles.

## Datos del club
- Mayor goleada conseguida: 5-1, contra el Moroka Swallows (19/02/06, Liga)
- Mayor goleada encajada: 0-6, contra el Orlando Pirates (22/09/04, Liga)
- Máximo goleador: Brent Carelse con 28 goles
- Más partidos disputados: Brett Evans, 210 partidos
- Más partidos disputados en una temporada: Edelbert Dinha (temporada 2000-01), 41 partidos
- Más goles en una temporada: Thembinkosi Fanteni, 15 goles en la temporada 2006-07

## Jugadores

### Plantilla 2015/16

#### Altas y bajas 2017–18 (invierno)
| Altas          | Altas          | Altas            | Altas     | Altas        |
| Jugador        | Posición       | Procedencia      | Tipo      | Costo        |
| -------------- | -------------- | ---------------- | --------- | ------------ |
| Thomas Verhaar | Centrocampista | Sparta Rotterdam | Traspaso. | No revelado. |

| Bajas   | Bajas    | Bajas   | Bajas | Bajas |
| Jugador | Posición | Destino | Tipo  | Costo |
| ------- | -------- | ------- | ----- | ----- |

## Palmarés

### Torneos nacionales
- Copa de Sudáfrica (1): 2007
- Copa de la Liga de Sudáfrica (2): 2000 y 2008
- MTN 8 (1): 2015